# 南マノクワリ県
南マノクワリ県はインドネシア西パプア州の県。2013年にマノクワリ県の南部の郡から設立された。2010年の国勢調査によると、現在県を構成する地域の人口は18,564人とされる。県庁所在地はランシキ。

## 自治体
南マノクワリ県は6つの郡(kecamatan)に分けられ、2010年の国勢調査によると以下のようになっている。
| 名称         | 人口（2010） |
| ------------ | ------------ |
| Ransiki      | 7,683        |
| Momi Waren   | 2,030        |
| Nenei        | 1,193        |
| Oransbari    | 5,010        |
| Tahosta      | 581          |
| Dataran Isim | 2,067        |
| Total        | 18,564       |

## 註
1. 1 2  Biro Pusat Statistik, Jakarta, 2011.